# Coup d'État de juillet 1822

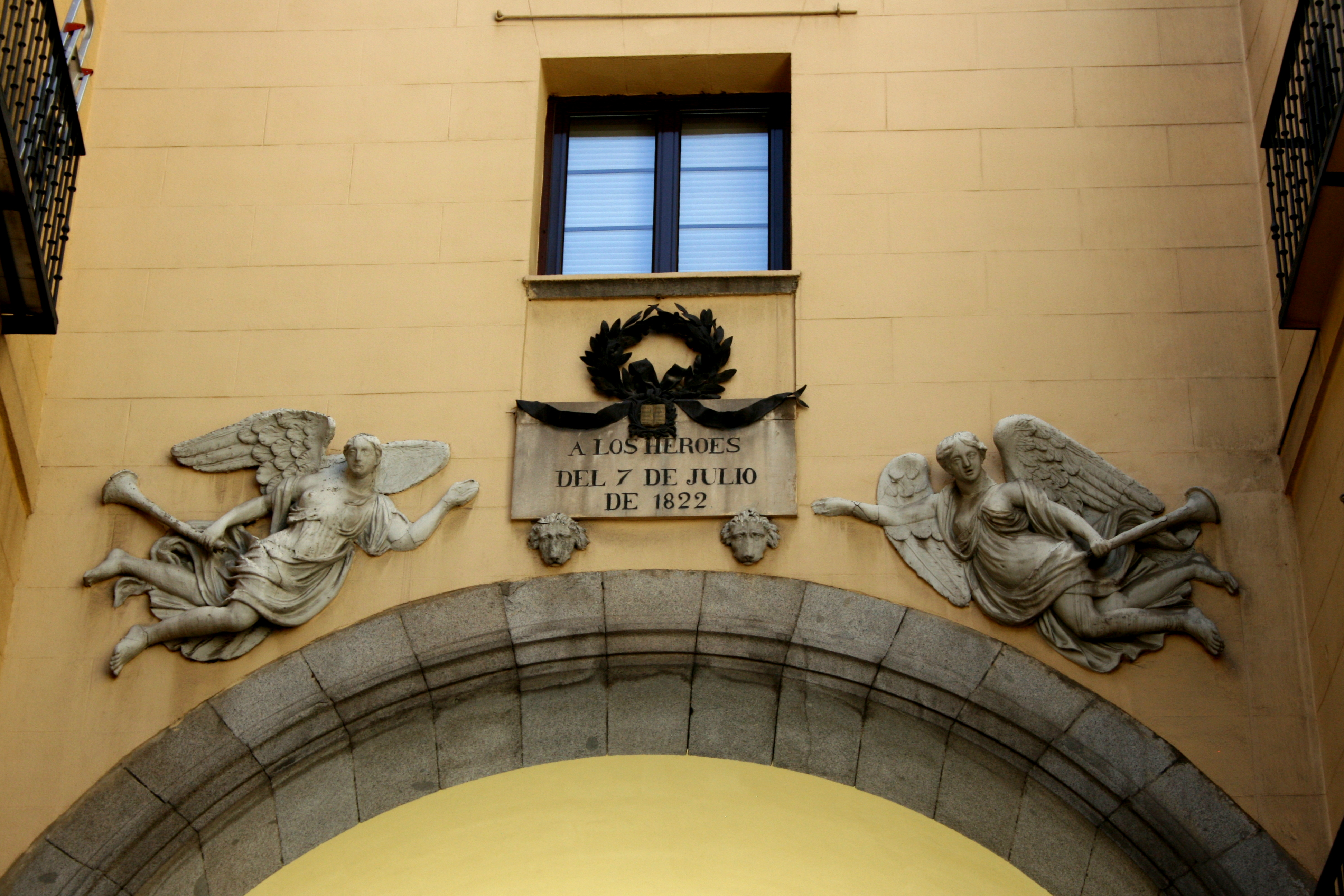
Pierre commémorative aux héros de la Journée du 7 juillet 1822 sur l'arc qui relie la calle del 7 de julio à la Plaza Mayor de Madrid, lieu d'affrontement entre la Milice nationale, postée à l’intérieur de la place, et la Garde royale soulevée.

Le coup d'État de juillet 1822 ou coup d’État du 7 juillet est un coup d'État échoué qui eut lieu en Espagne durant le Triennat libéral, qui prétendait renverser le régime constitutionnel rétabli après le triomphe de la révolution de 1820 et restaurer la monarchie absolue.
Comme l’a souligné l'historien Juan Francisco Fuentes, « ce fut la tentative la plus sérieuse de coup d’État absolutiste, qui significativement eut pour épicentre le palais royal de Madrid », bien qu’avec de nombreuses ramifications hors de la capitale, ce qui démontre l’existence d’un plan relativement important et bien mûri, qui marqua un point d’inflexion dans le Triennat libéral et dont la crise sous-jacente créa un traumatisme dans la trajectoire de la révolution libérale.
L’idée de réaliser un coup d’État contre le régime constitutionnel surgit d’un entretien privé du roi Ferdinand VII avec l’ambassadeur français, Auguste Delagarde, qui eut lieu début mai 1822 et au cours duquel tous furent d’accord sur le fait qu’il devait suivre le modèle du 18 brumaire de Napoléon. Le projet définitif du coup fut ourdi dans l'entourage du monarque et son plan concret fut repris de la « conspiration de Matías Vinuesa » de l’année antérieure. Les Confidencias (« Confidences », réseau secret déployé dans tout le pays de groupes absolutistes financés et dirigés par le Palais) furent chargées de l’exécution du coup d’État, tandis que l’officier de la Garde royale Ramón Zuloaga, comte de Torrealta, s’occupa de soulever le corps. Le marquis de Las Amarillas, témoin direct des faits, écrivit dans ses Recuerdos (« Souvenirs ») : « Le roi fut l’âme et le premier mobile de l’insurrection ». Le 4 juillet, en plein coup, Delagarde communiqua à son gouvernement dans un message chiffré : « Le roi est complètement engagé et c’est lui qui ordonne les choses ». Il rapporta également que Ferdinand VII tenta d’obtenir par son intermédiaire le soutien de la France au coup.
Le 1er juillet, la Garde royale se souleva et il s’en fallut de peu que le roi marche avec les insurgés afin de se mettre à la tête de la contre-révolution. Le monarque l’évoqua avec le gouvernement du libéral modéré « anillero (es) » Francisco Martínez de la Rosa, dont les membres passèrent la plus grande partie de leur temps au palais royal comme des prisonniers virtuels (des ordres étaient prêts pour leur incarcération), mais on le lui déconseilla car on considéra que c’était trop risqué. « Le gouvernement se laissa enfermer au palais, auprès du Roi, car en définitive c’était la mise en pratique du vieux plan de Vinuesa qui était en cours ». « Durant toute une interminable semaine le palais fut le centre d’une ambitieuse action contre-révolutionnaire. Madrid devint otage des forces de la Garde du roi, et le monarque lui-même, avec son attitude ambigüe et silencieuse, tenailla l’Exécutif en l'empêchant de prendre des mesures et laissa l’initiative aux rebelles ». Finalement, la Garde royale fut vaincue le 7 juillet par les forces constitutionnelles menées par la Milice nationale.

## Contexte

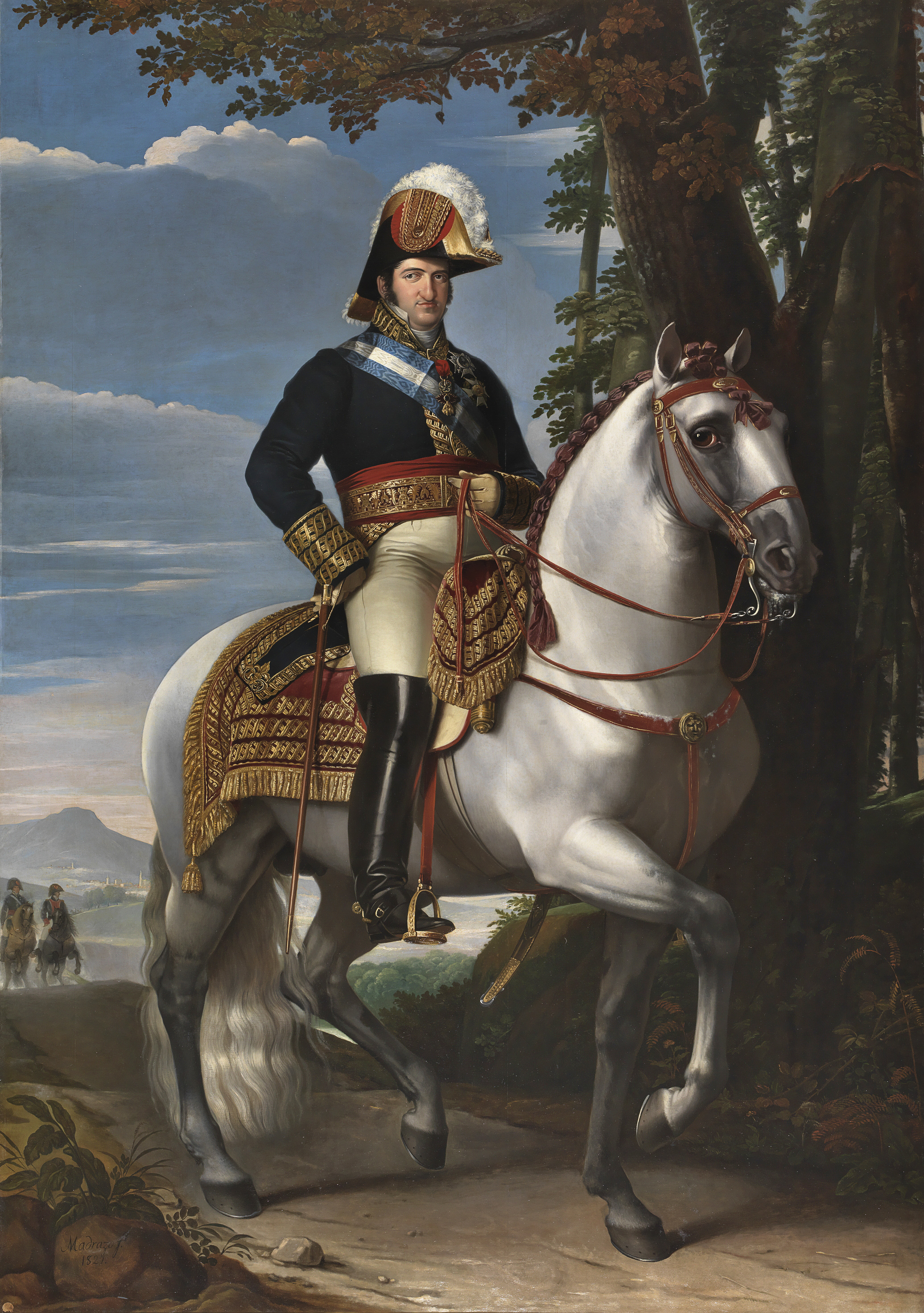
Portrait équestre de Ferdinand VII par José de Madrazo (1821, musée du Prado).

Durant l’été 1822 les actions des partidas realistas (milices royalistes) s’accentuèrent, surtout en Catalogne, en Navarre, au Pays basque, en Galice, en Aragon et au Pays valencien, et de façon sporadique dans les Asturies, en Vieille-Castille, à León, en Estrémadure, en Andalousie et en Vieille-Castille et il y eut quelques velléité de rébellions absolutistes, dont la plus importante eut lieu à Valence le 30 mai 1822. Ce jour-là, les artilleurs de la citadelle (es) se soulevèrent au nom du roi absolu et proclamèrent capitaine général general Elío, qui avait déjà mené le coup d’État de 1814 qui avait restauré l’absolutisme et qui était alors prisonnier. L’insurrection ne dura qu’un jour car les forces constitutionnalistes prirent d’assaut la citadelle. Le général Elío, qui n’avait probablement pas participé à la conjuration, fut jugé et condamné à mort par lacet étrangleur, sentence qui fut appliquée le 4 septembre. Ainsi, il paya de sa vie le pronunciamiento de 1814 et la longue répression qu’il avait exercé sur les libéraux plutôt que le soulèvement de 1822,,,. Ce même 30 mai, jour de la Saint Ferdinand, une foule se rassembla autour du palais d'Aranjuez pour acclamer le monarque aux cris de « Vive le roi seul ! », « Vive le roi tout absolu ! », donnant lieu à des moments de tension entre les membres de la Garde royale, devenue l’un des soutiens de la contre-révolution, et ceux de la Milice nationale,. « Ce qui est remarquable dans cette journée est qu'elle ne semblait pas un mouvement spontané mais qu’il fut interprété presque unanimement comme une action royaliste planifiée. Des rumeurs selon lesquelles il s’agissait d’un plan pour proclamer le roi absolu coururent ».
Le mois suivant, croyant que l'infant Charles allait mener le soulèvement, la brigade de carabiniers (es), qui allait être dissoute le 1er juillet en application d’un décret des Cortès du 19 mai, se souleva à Castro del Río. Avec la Garde royale, elle était l’un des deux corps militaires les plus hostiles au régime, car ils étaient des représentants de l’armée de l’Ancien Régime, fondée sur les ordres,,. Au sujet de la Garde royale, Francisco Fernández de Córdoba affirma qu’il avait dans la brigade des carabiniers comme un frère : « ils vivaient en état de permanente conspiration, et s’occupaient […] à ourdir des trames et forger des complots pour renverser dans un bref délai les restaurateurs de la Constitution ». La rébellion des carabiniers fut le prologue du soulèvement de la Garde royale,. Elle coïncida pratiquement avec la prise de La Seu d'Urgell du 21 juin par les partidas realistas. « À partir de ce moment la contre-révolution compta un noyau rebelle en territoire espagnol. C’était une des conditions qu’avait imposée la France pour prêter son soutien au roi. Lorsque la nouvelle arriva à Aranjuez, les courtisans retrouvèrent confiance et reprirent avec une nouvelle énergie l’activité conspiratrice »,. Le marquis de Miraflores écrivit dans ses Apuntes histórico-críticos (« Notes historico-critiques », 1834) qu’à la veille de la « Journée du 7 juillet » « l'Espagne [offrait] l'horrible spectable d'une sanglante guerre civile ».

## Déroulement

### Soulèvement de la Garde royale

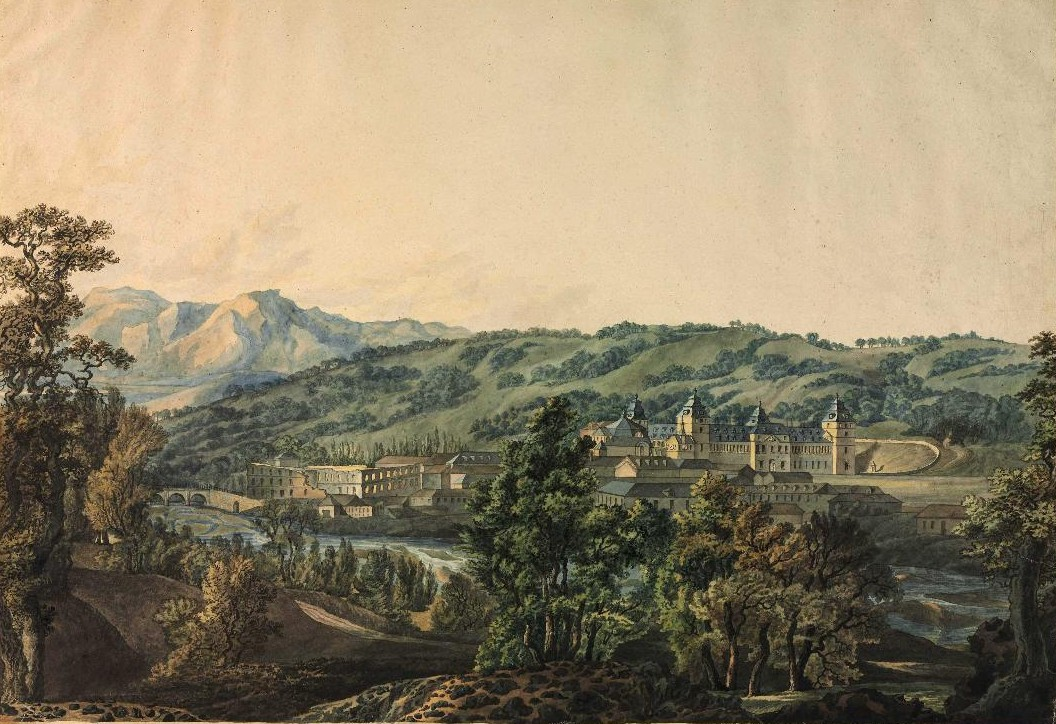
Vista del Monte y Palacio de El Pardo (1820, musée du Prado), vue de montagne et du palais d’El Pardo, où se dirigèrent dans la nuit du 1er au 2 juillet quatre bataillons soulevés de la Garde royale, marquant le début du coup militaire.

Le 30 juin 1822, alors que le loi revenait des Cortès où il avait fermé la période de sessions — il était rentrait trois jours avant à Madrid du palais d'Aranjuez où il avait résidé depuis mars —,, à proximité du palais royal des groupes de civils crièrent « Vive la Constitution ! », auxquels la Garde royale répondit « Vive le roi absolu ! », donnant lieu à une altercation qui se solda par la mort d’un membre de la Milice royale et du lieutenant-général de la Garde royale Mamerto Landaburu, fervent libéral, assassiné par ses camarades dans la cour du palais (en son honneur serait fondée la société patriotique Landaburiana (es),,. Landaburu s’était opposé à eux en leur reprochant leur comportement (ils avaient expulsé le renfort de la Milice nationale qui s’occupait de la sécurité de la zone et avaient établi un cordon autour du palais) et leurs cris en faveur du roi absolu,. La nouvelle de l'assassinat de Landáburu et de l’attitude défiante de la Garde royale courut rapidement dans tout Madrid
Après ces fait, la municipalité de Madrid prit l’initiative, à laquelle se joignit la Députation permanente des Cortès, mobilisant la Milice nationale et exigeant du gouvernement qu’il punisse les coupables des assassinats et des désordres. Elle fit aussi un exposé au roi qui affirmait que Madrid était « en alarme générale » et insistait sur la « constante conspiration » qu’on observait « depuis longtemps contre nos précieuses libertés ». Dans Dans la nuit du 1er au 2 juillet, quatre bataillons de la Garde royale abandonnèrent leurs quartiers pour se rendre à El Pardo — où ils arrachèrent la plaque commémorative à la Constitution —, tandis que deux autres restèrent pour garder le palais royal,,. « Ce mouvement constituait le premier acte d’une opération d’assaut sur l’ordre constitutionnel qui tint le pays en alerte pendant 7 jours ». Il était en réalité prévu que Ferdinand VII se rende avec sa famille à El Pardo pour y être proclamé roi absolu, mais « le roi n’osa pas sortir de Madrid ou ne considéra pas convenable de le faire, et il tenta de tout mener à terme depuis le palais », entouré d’aristocrates et de militaires de sa confiance, parmi lesquels se trouvait le marquis de Las Amarillas.

Face à l'inaction du chef politique de Madrid et du gouvernement le conseil municipal assuma en pratique tous les pouvoirs et organisa la résistance de la capitale. Aux miliciens déjà mobilisés s’ajoutèrent la garnison locale, commandée par le général Morillo, des généraux accourus au siège du conseil — Riego, Ballesteros et Palarea (es) — et un groupe d’officiers sans affectation à Madrid qui formèrent le 1er juillet avec des civils le bataillon sacré, armé par la municipalité, et qui fut placé sous le commandement du général Evaristo San Miguel,,,. Le marquis de Miraflores affirma qu’à ce moment Madrid « était un campement », dont le centre était la place de la Constitution défendue par la Milice et quelques pièces d’artillerie. Le journal  El Universal se demandait dans son édition du 3 juillet, à propos de la Garde royale insurgée : 

« Mais qu’attendent ces ingénus ? Quel est leur plan ? Quel dénouement prévoient-ils que pourra avoir cette sédition si scandaleuse ? Peut-être espèrent-ils que les habitants de la capitale, que leur valeureuse garnison, que leur déterminée milice, et que tant de vaillants et décidés patriotes, comme on en trouve en ce moment avec les armes à la main, résolus à mourir pour la Constitution, s’humilieront en recevant la loi d’une poignée de soldats indisciplinés ? »

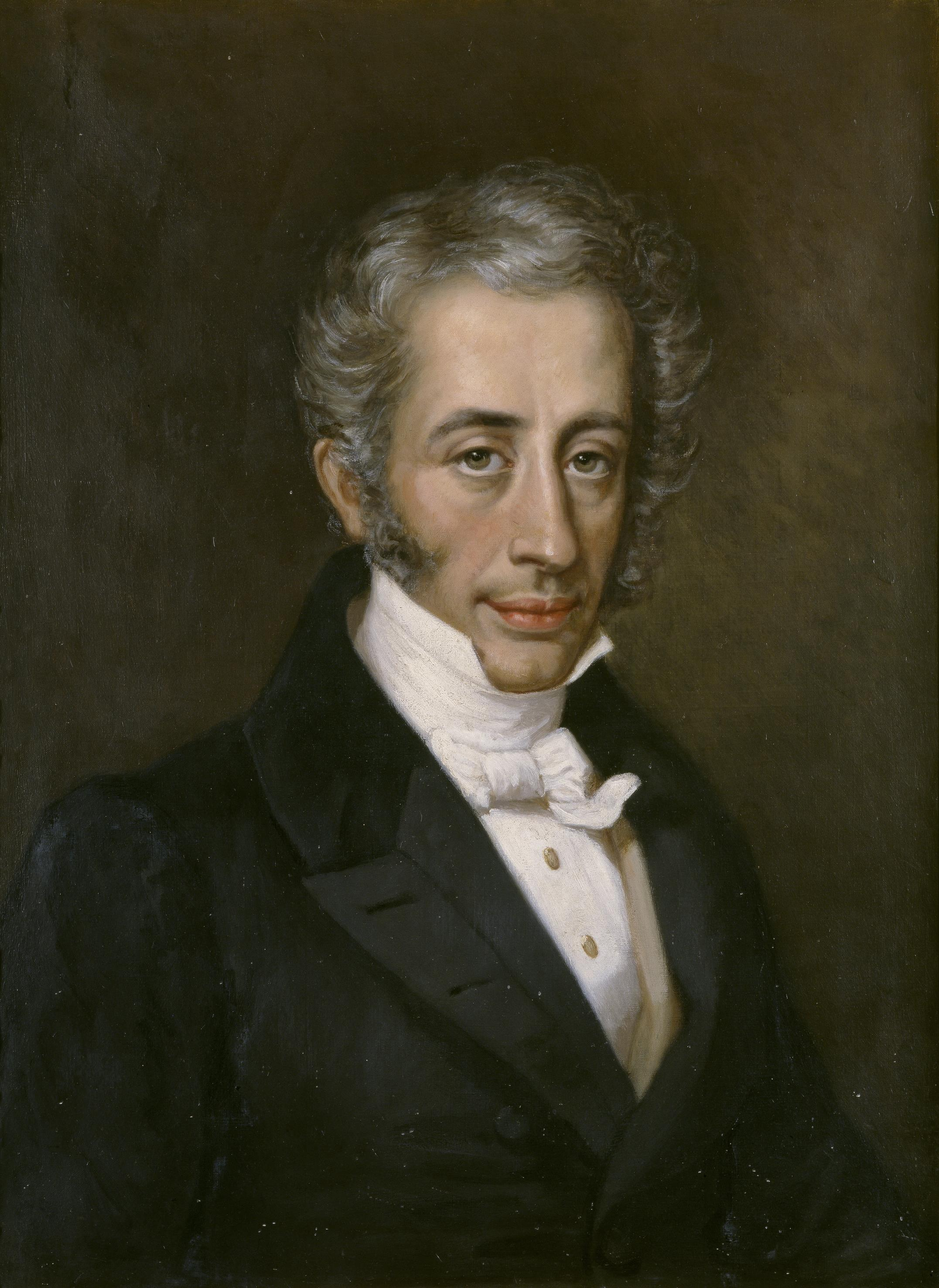
Le libéral modéré anillero Francisco Martínez de la Rosa, leader du troisième gouvernement du Triennat, dont les membres restèrent reclus dans le palais royal.

Suivant le plan de Vinuesa, le roi avait appelé au palais le gouvernement dirigé par le libéral Francisco Martínez de la Rosa au prétexte de chercher une solution à la crise et ses membres se considérèrent obligés à s’y rendre. Dès qu’ils arrivèrent, ils furent reclus dans une dépendance du palais sans pouvoir en sortir — selon ce que conta plus tard l'ambassadeur français, également présent au palais, les ministres furent enfermés car ils refusèrent de seconder le coup et durant leur confinement ils reçurent un traitement insultant et dégradant de la part des servants —. Le gouvernement ne déclara pas les bataillons de la Garde royale en rébellion, considérant qu’ils ne constituaient pas une menace, et se limita à ordonner son transfert, sans être obéi. Il ne seconda pas non plus les initiatives du conseil municipal de Madrid et de la députation permanente du Parlement. Ainsi, le gouvernement, dont l’homme fort était Francisco Martínez de la Rosa, adopta une position ambigüe et suspecte, « complice » diront les exaltés (qui surnommaient Martínez de la Rosa Rosita la Pastelera, littéralement « Rosette la Pâtissière »), en tentant de profiter de la crise pour imposer leur plan de Cámaras — introduire une deuxième Chambre au Parlement afin de freiner les poussées radicales du Congrès des députés —,.

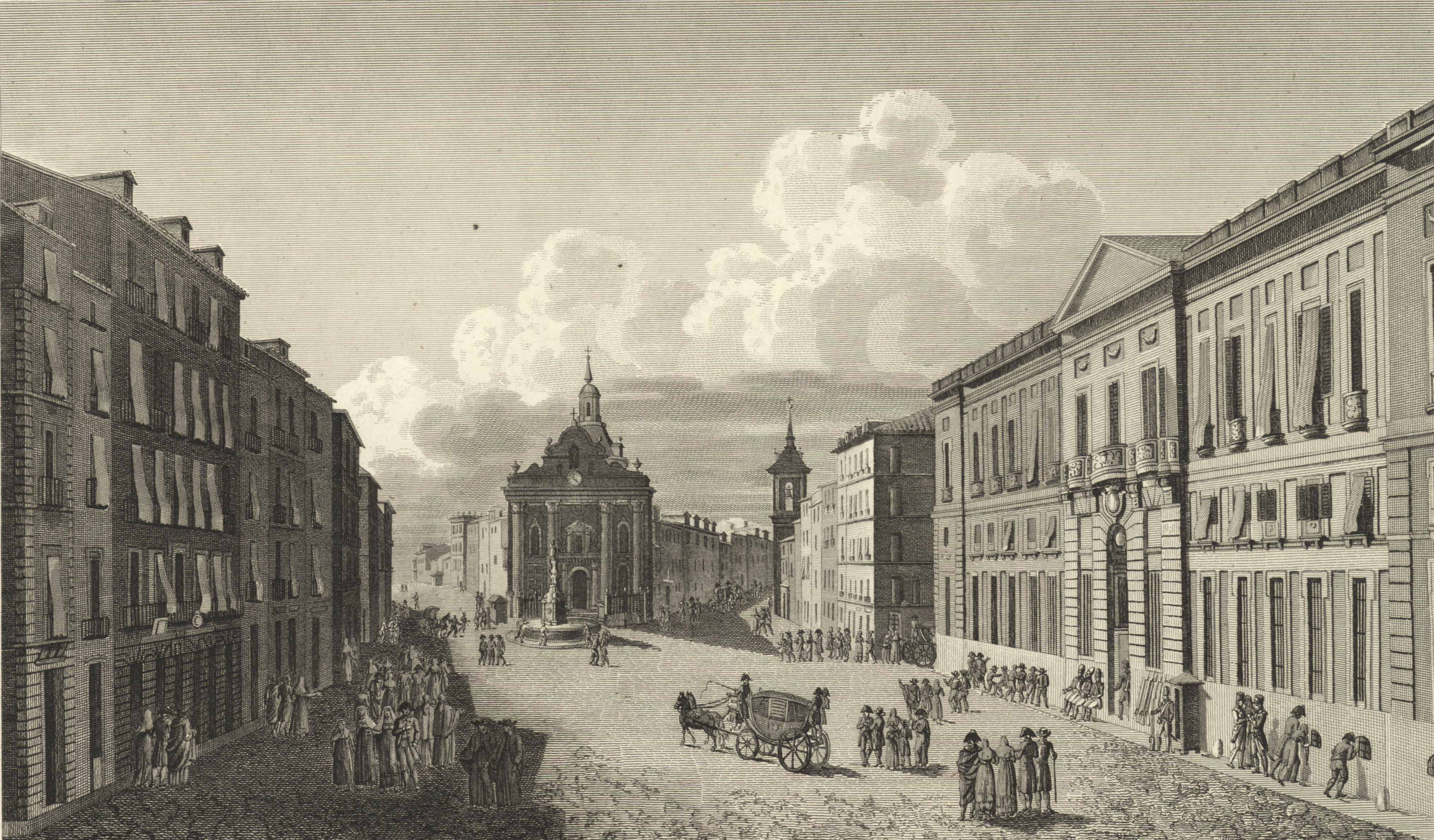
Vue de la Puerta del Sol en 1820.

Pendant ce temps, Ferdinand VII montrait des signes inéquivoques de complicité avec les soulevés, dans l'attente de leur triomphe. Lorsque le 6 juillet le gouvernement lui présenta sa démission, le roi la refusa. Le 2 juillet, il avait envoyé une lettre à Louis XVIII dans laquelle il lui demandait d’intervenir sans tarder. À ce qu’il semble, au palais les putschistes débattaient entre « le sacrifice d’une partie de l’autorité absolue dont il jouissait en 1814 », comme le recommandait au roi l’ambassadeur français Lagarde (c’est-à-dire, l’adoption du modèle de la Charte constitutionnelle de 1814) et la position maximaliste de l’absolutisme « pur ». Martínez de la Rosa était au fait de ces discussions, dans l’attente du triomphe du parti de la réforme constitutionnelle qui introduise une deuxième Chambre au Parlement, mais c’est finalement l'autre option qui s’imposa après consultation du Conseil d’État, qui affirma qu’il n’était pas possible de réformer de façon immédiate la Constitution — préalablement Ferdinand VII avait tenté d’obtenir du Conseil d'État qu’il valide la coup d'État en lui rendant ses pouvoirs absolus antérieurs à 1820 —,. La nouvelle d’une insurrection royaliste en Andalousie influença également le roi dans sa décision de ne pas accepter une « monarchie modérée ».

### Le 7 juillet

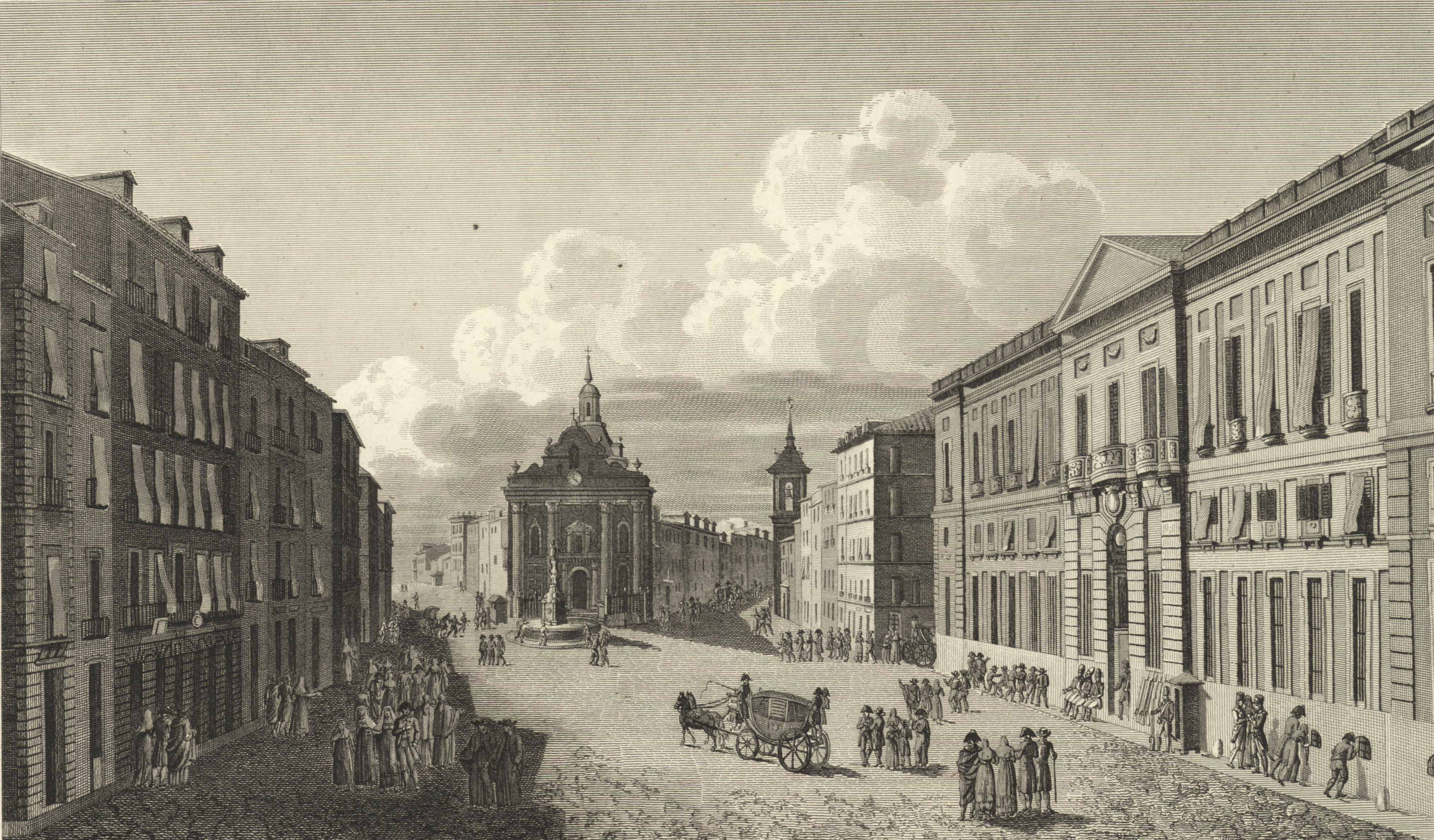
Vue de la Puerta del Sol en 1820.

Dans la nuit du 6 au 7 juillet, les quatre bataillons de El Pardo tombèrent silencieusement sur Madrid. La Milice nationale, des groupes de civils armés par le conseil municipal et  le bataillon sacré lui firent face sur la place de la Constitution. Les gardes royaux se virent contraints à reculer vers la Puerta del Sol, où eurent lieu les combats les plus intenses, puis vers le palais royal, où ils se réfugièrent avant de s’enfuir, après une nouvelle tentative. L’implication directe du roi dans l’insurrection et la complicité de ce dernier avec la Garde royale furent clairement confirmés par le marquis de las Amarillas dans ses mémoires. Les gardes royaux furent poursuivis par l’armée et des miliciens. Très peu d’entre eux réussirent à rejoindre les partidas realistas. Pendant ce temps, les ministres restèrent muets et dans l’attente et feignirent l’iognorance, permettant de cacher sur le moment la complicité du roi et laissant les choses dans une situation telle qu’elle encourageait ce dernier à persévérer dans l’organisation d’une autre tentative contre le régime constitutionnel, qui aurait plus de chance d’aboutir. Après l’échec du coup, « le roi agit comme s’il n’avait rien à voir avec ce qui s’était passsé. Il félicita les forces de la liberté […] et expulsa […] les courtisans les plus identifiés avec la constpiration […]. Les ministres qui avaient été pris en otages durant six jours purent finalement rentrer chez eux ». Contrairement à ce qu’avaient espérer les rebelles, qui avaient même distribué de l’argent dans les quartiers les plus pauvres, l'action de la Garde royale n’avait reçu aucun soutien populaire.
L’implication du roi dans l’insurrection fut encore mise en lumière lorsque, comme le rapporta le marquis de Las Amarillas, les officiers de la Garde royale qui s’empressaient de fuir (ou de se rendre) « commencèrent à prendre congé de la famille royale, comme s’ils allaient à une mort certaine ; la reine tremblait de tourment ; les infantes [étaient] extrêmement attendries ». Les gardes royaux furent pourchassés dans leur fuite aux auberges d’Alcorcón par l'armée et les miliciens. Seul un petit nombre parvint à rejoindre les partidas realistas. Pendant ce temps, les ministres restèrent muets et dans l’attente et feignirent l’ignorance, permettant de cacher sur le moment la complicité du roi et laissant les choses dans une situation telle qu’elle encourageait ce dernier à persévérer dans l’organisation d’une autre tentative contre le régime constitutionnel, qui aurait plus de chance d’aboutir. Après l’échec du coup, « le roi agit comme s’il n’avait rien à voir avec ce qui s’était passsé. Il félicita les forces de la liberté […] et expulsa […] les courtisans les plus identifiés avec la constpiration […]. Les ministres qui avaient été pris en otages durant six jours purent finalement rentrer chez eux ».

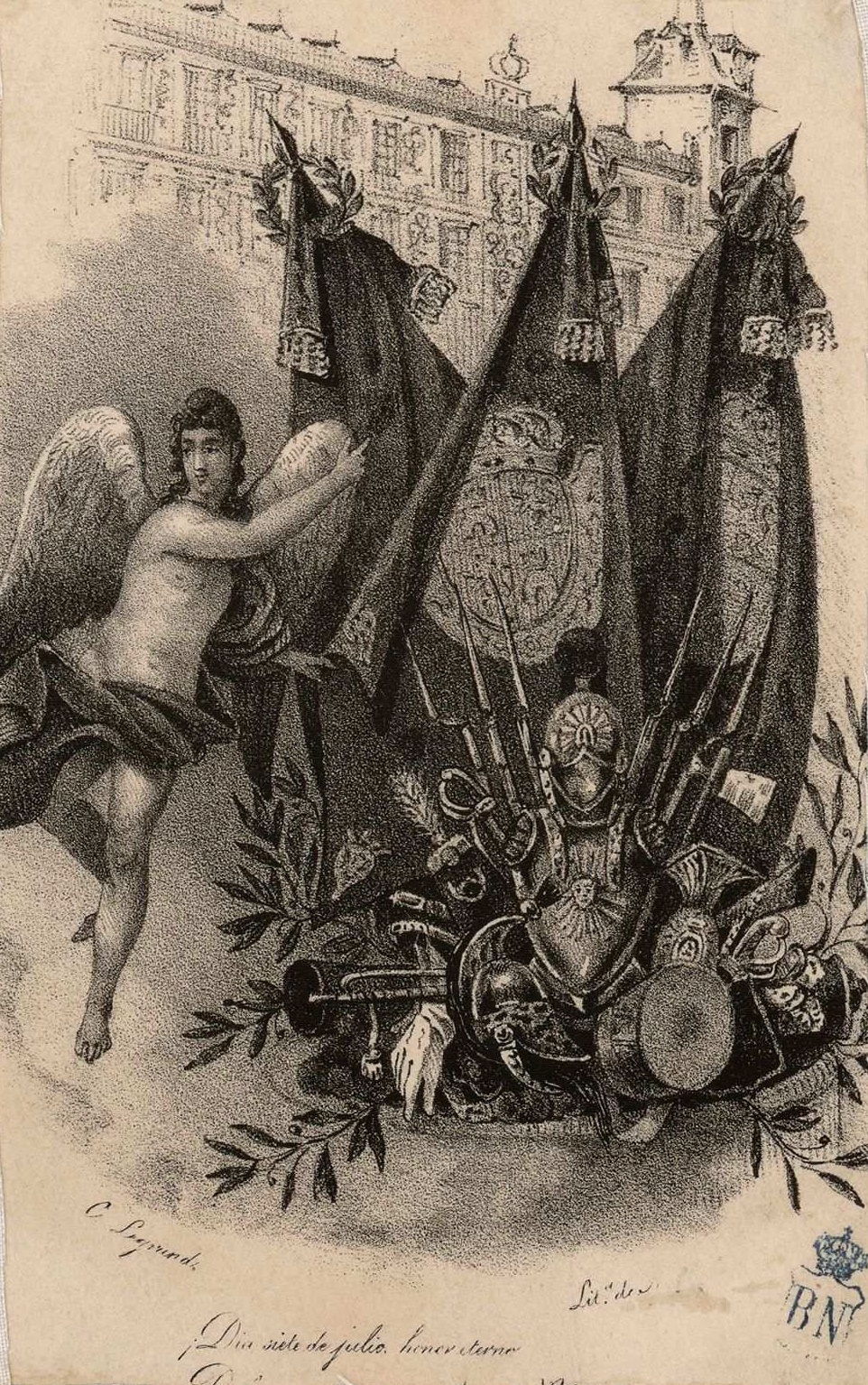
Luis Carlos Legrand, Alegoría del 7 de julio (Allégorie du 7 juillet), lithographie, portant l’inscription Día 7 de julio honor eterno. De la grande Nación el gran Peligro (7 juillet honneur éternel. De la grande Nation le grand danger, Bibliothèque nationale d'Espagne).

La victoire fut pour les miliciens et les volontaires qui parvinrent à vaincre les gardes royaux et des cris de « Vive la Constitution ! » s’étendirent dans toute la capitale,,. « Le 7 juillet devint une journée héroïque pour la mémoire du libéralisme, à travers la construction d’un récit en vertu duquel le peuple de Madrid avait vaincu l'absolutisme et sauvé la Constitution ». Le jour suivant El Universal publiait que « l’anniversaire du 7 juillet 1822 sera célébré par nos descendants » comme preuve « qu'il n'est pas de force humaine qui résiste à la volonté d’un grand peuple qui a résolu de mourir ou de vivre libre »/ Cette date devint en effet une journée héroïque pour la mémoire du libéralisme espagnol « à travers la construction d'un récit en vertu duquel le peuple de Madrid avait défait l'absolutisme et sauvé la Constitution ». La « geste héroïque » fut immortalisée dans une série de gravures du « Memorable día 7 de julio de 1822 » (« Mémorable jour du 7 juillet 1822 »). Un enterrement solennel fut célébré pour un milicien tombé le 7 juillet. Le cercueil fut « conduit dans les principales rues scandaleusement entouré de palmes et de lauriers » jusqu’au cimetière de la porte de Fuencarral (es), selon ce que rapporta un absolutiste.
Cette vision est assumée par certains historiens actuels. Selon Alberto Gil Novales, « C’est le peuple qui remporta la victoire, qui eut ces jours-là, mais surtout le 7 juillet, une attitude héroïque ». Juan Sisinio Pérez Garzón, repris par Bahamonde et Martínez, a souligné le rôle joué par les membres de la Milice nationale, et au sein de celle-ci par les secteurs populaires, notamment des travailleurs de petites manufactures qui vivait d’un travail irrégulier et journalier. Il ajoute encore : « Les forces constitutionnelles gagnèrent la bataille du 7 juillet. Le protagonisme résida dans la milice, qui rassemblait dans ses trois bataillons depuis les classes prolétarisées de la population madrilène jusqu’aux aristocrates et banquiers de l'escadron de cavalerie, en passant par des classes moyennes comme des employés et de petits propriétaires ». Álvaro París Martín a une vision divergente, soulignant, tout d’abord, que les civils n'eurent « aucune participation » dans les combats contre la Garde royale — il reconnaît que « le 7 juillet il y eut des groupes de citoyens armés qui combattirent avec les trois bataillons de la milice », « mais aucune des sources disponibles ne fait penser à un soulèvement de caractère populaire » —, et deuxièmement, que la proportion de participants journaliers et artisan dans la milice fut très inférieure à celle estimée par Pérez Garzón et fut en réalité « extrêmement limitée ».
Quoi qu'il en soit, l’insurrection échoua en dépit des nombreux appuis dont elle disposait (le roi, sa famille, le gouvernement, les hauts responsables de l’Armée et de l'Église, la cour, etc.) à cause du manque d’unité des insurgés en ce qui concerne les objectifs, divisés entre ceux revendiquant une absolutisme pur et ceux défendant l’introduction d’un Sénat pour modérer la première Chambre, ainsi que par l’impréparation et la maladresse dont ils firent preuve.

## Conséquences

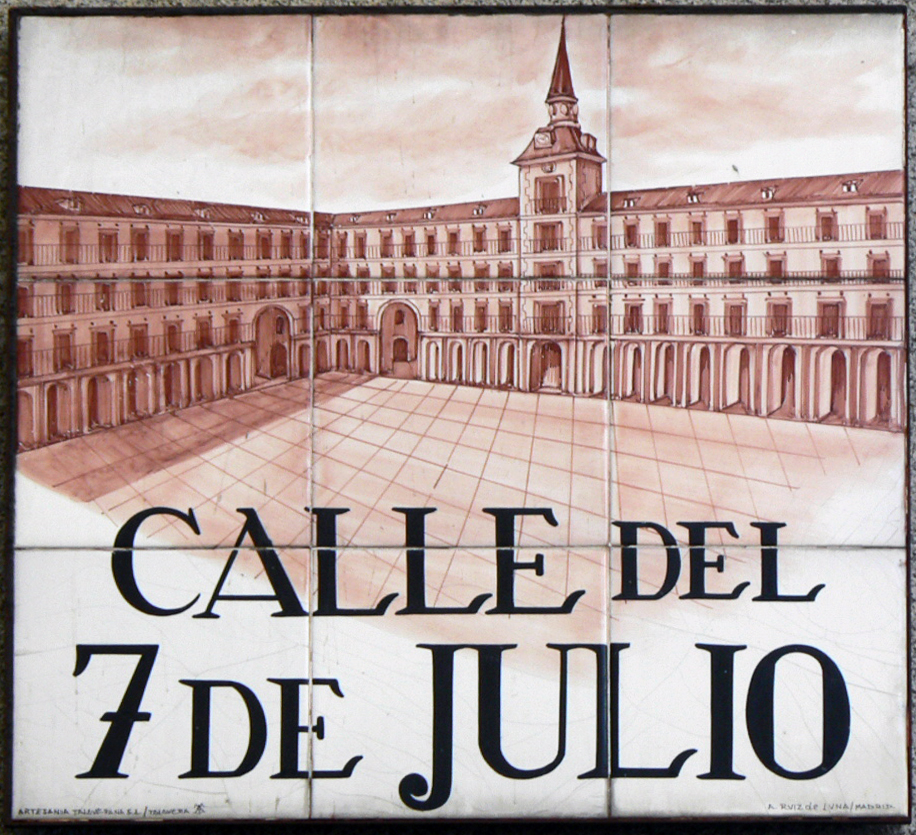
Place de la calle del 7 de julio qui donne accès à la Plaza Mayor de Madrid, consacrée à la Journée du 7 juillet de 1822.

Le procureur Juan de Paredes instruisit le procès, après que les autres procureurs renoncèrent à le faire. Il ne put pas poursuivre le roi, inviolable selon la Constitution, bien qu’il crût pouvoir lui demander une déclaration, mais se proposa de poursuivre les autres participants présumés : membres de la famille royale, ministres, généraux, hauts dignitaires du palais, etc. Certains fuirent à l’étranger en dépit de la grâce que le roi leur concéda. Finalement, le 2 novembre le Tribunal spécial de Guerre et Marine dessaisit Paredes de la cause et la classa. « Il n’y aura pas plus de responsabilités, à l'exception d’une paire de malheureux à qui l’on donna le garrot ». Le roi, avec un haut degré de cynisme, avait félicité le conseil municipal et la députation permanente pour leur action pendant la crise et avait fait reposer toute la responsabilité sur les ministres. Au début de l’année suivante, la députation permanente approuva un rapport sur les évènements dans lequel on couvrait d’éloges le conseil municipal et la milice, et l’on soulignait la faiblesse du gouvernement et sa complicité indirecte, ainsi que celle du Conseil d’État et celle du chef politique de Madrid, mais le roi n’était pas directement accusé à cause de son irresponsabilité et de son inviolabilité,. Ainsi, ni le roi ni les membres de sa famille ne furent incriminés et on imposa l'explication officielle selon laquelle Ferdinand VII avait été entouré de « perfides conseillers ».
Comme l'a souligné Juan Francisco Fuentes, « l’échec du coup d’État du 7 juillet 1822 marque un avant et un après dans l'histoire du Triennat libéral : après cette journée le pouvoir passa des modérés aux exaltés. Mais le changement de cycle que supposa le coup du 7 juillet ne se limite pas à ce fait. Les ennemis du libéralisme prirent bonne note de l’incapacité de l'absolutisme espagnol à renverser par ses propres moyens le régime constitutionnel […]. Cette analyse de l'échec du coup fit que dorénavant presque toute la pression sur le régime vint de l'extérieur, où le libéralisme espagnol comptait quelques vieux ennemis ». « Ferdinand VII fut le premie à s’en rendre compte » selon Emilio La Parra López, qui souligne que dès le 7 juillet les ambassadeurs menacèrent le gouvernement espagnol via une note qui « de la manière la plus formelle » l’avertissait « que de la conduite qu’on observera par rapport à S.M.C [Sa Majesté Catholique, prédicat du roi d'Espagne] vont dépendre les relations de l’Espagne avec l’Europe entière, et que le plus léger outrage à la majesté royale submergera la Péninsule dans un abîme de calamités ».
Durant le coup d’État tant le conseil municipal de Madrid que la députation permanente des Cortes s’étaient adressés au roi pour qu’il joue son rôle constitutionnel, le menaçant même de nommer une régence. Après l’échec du coup d’État absolutiste, les deux institutions insistèrent de nouveau pour que le monarque se conforme à la Constitution, en plus d’exiger des sanctions contre les coupables, la purge des serviteurs du palais — le grand majordome et le commandant de la garde royale furent destitués — et la nomination d’un nouveau gouvernement. Le 18 juillet, la députation permanente réitéra ces demandes afin de rétablir « la tranquillité et [la] confiance réciproque ».

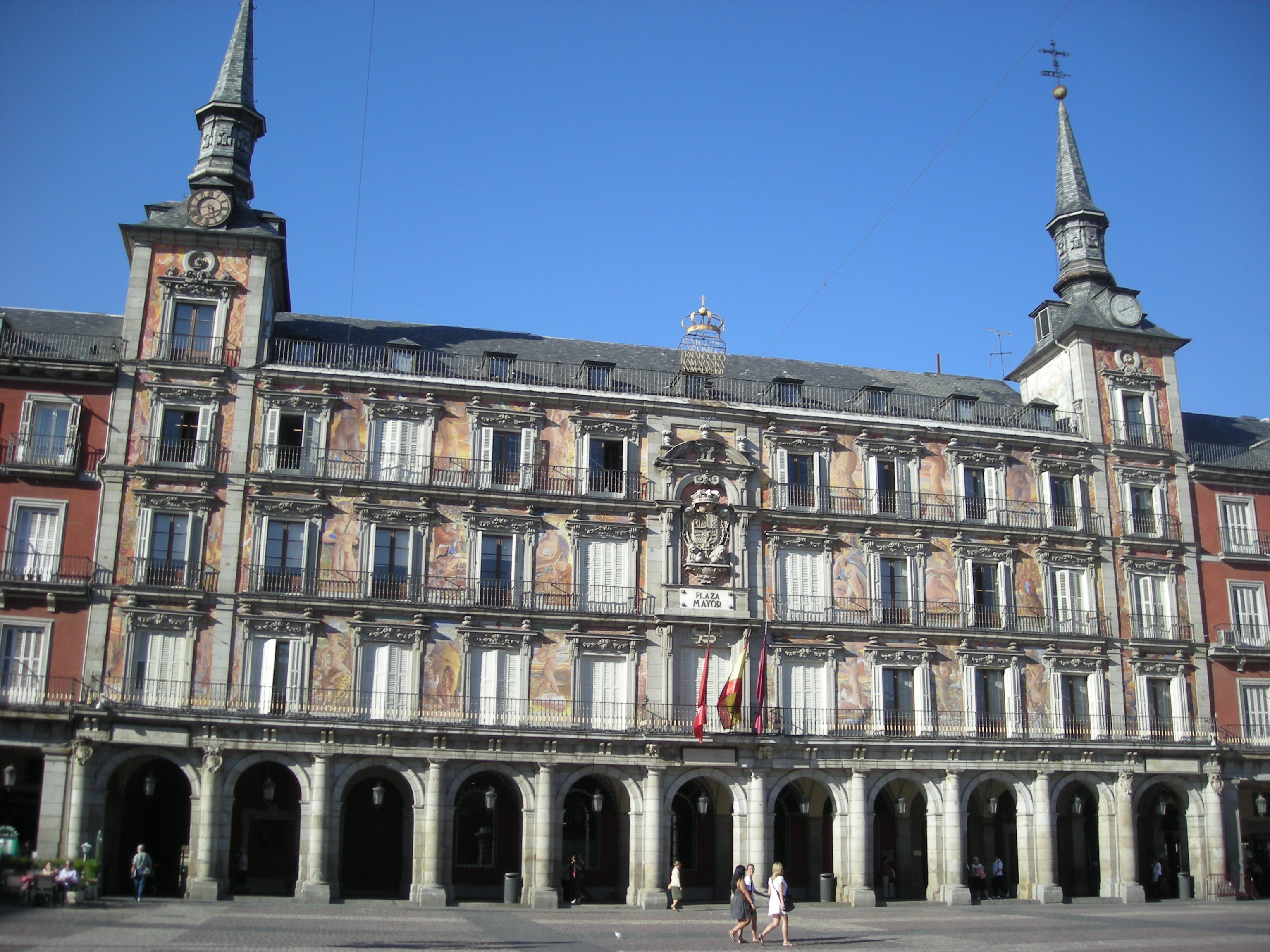
Casa de la Panadería, situada en el lado norte de la Plaza Mayor de Madrid. Desde sus balcones la corporación municipal, acompañada de heridos y de familiares de los fallecidos en la Jornada del 7 de julio, presidió el desfile de las fuerzas que habían vencido a la Guardia Real sublevada.

Étant donné que les libéraux moderados se trouvèrent totalement discrédité à cause de leur attitude ambigüe — au moins celle des « anilleros » — au cours du coup d’État, le roi s’était vu obligé à nommer le 5 août un cabinet formé de libéraux exaltados dont l’homme fort était le général Evaristo San Miguel, un des héros du 7 juillet, qui occupait le secrétariat du département d’État. Un autre de ses membres était le général Miguel López de Baños qui, comme San Miguel, avait participé au pronunciamiento de Riego. Les cinq autres secrétaires étaient : Francisco Fernández Gaseo, Gobernación de la Península e islas adyacentes; Mariano Egea (Budget), Felipe Benicio Navarro (Grâce et Justice), Dionisio Capaz (Marine) et José Manuel Vadillo (Gouvernement d’Outre-mer),. « Si la relation du roi avec les modérés avait été difficile, la cohabitation qui s’ouvrait à présent avec le libéralisme avancé [les exaltés], allait être encore plus compliquée ».
Le 24 septembre, on célébra à Madrid des commémorations de la « Journée du 7 juillet » avec un défilé auquel participèrent toutes les forces qui avaient vaincu la Garde royale soulevée. Durant le repas militaire qui fut célébré ensuite, le nouveau chef politique (es) Juan Palarea Blanes prononça un discours en hommage « à ceux qui défendirent leur liberté dans les places et rues de cette capitale ». Par la suite, les « héros du 7 juillet », y compris le général napolitain Guglielmo Pepe, furent portés sur les épaules, au milieu des acclamations et de la musique de l’Hymne de Riego. Les festivités se terminèrent avec une soirée au théâtre, où fut représentée l’œuvre au contenu politique Coletilla en Navarra, pendant que la fête populaire se poursuivait sur la place de la Constitution avec trois groupes de musique qui jouaient depuis les balcons de la Casa de la Panadería et les bâtiments situés en face.